# Hideaki Tomiyama
Hideaki Tomiyama (jap. 富山 英明, Tomiyama Hideaki; * 16. November 1957 in der Präfektur Ibaraki) ist ein ehemaliger japanischer Ringer. Er war Olympiasieger 1984 und mehrfacher Weltmeister im freien Stil im Bantamgewicht.

## Werdegang
Hideaki Tomiyama begann im Jahre 1971 als Jugendlicher auf der Oberschule mit dem Ringen. Er besuchte dann die Nihon-Universität in Chiyoda, Tokio, wo er ein Sportstudium aufnahm. Dort wurde er auch in der Ausübung des Ringersports stark gefördert. Sein Trainer war Tomiaki Tsukuda. Er konzentrierte sich voll auf den freien Stil. Bei einer Größe von 1,60 Metern rang er während seiner ganzen Karriere im Bantamgewicht, der Gewichtsklasse bis 57 kg Körpergewicht.
Seinen Einstand auf der internationalen Ringermatte gab er 1978 bei den Asienspielen in Bangkok. Er gewann dort vor Mohammad Azeem aus Pakistan und Eim Eui-Kon aus Südkorea. Im gleichen Jahr wurde er in Mexiko-Stadt auch erstmals Weltmeister. Er besiegte dabei u. a. die Weltklasseringer Randy Lewis aus den Vereinigten Staaten, Busai Ibragimow aus der Sowjetunion, Dugarsürengiin Ojuunbold aus der Mongolei und Iwan Sotschew aus Bulgarien.
Im Jahre 1979 wiederholte er in San Diego seinen WM-Erfolg. Er wurde dort mit sieben Siegen zum zweiten Mal Weltmeister. Dabei besiegte er unter anderem Joe Corso aus den Vereinigten Staaten und Sergei Beloglasow aus der Sowjetunion. Sehr deprimierend für ihn war, dass er als zweifacher Weltmeister nicht an den Olympischen Spielen 1980 in Moskau teilnehmen konnte, weil Japan diese Spiele aus politischen Gründen boykottierte.
Bei der Weltmeisterschaft 1981 in Skopje startete er aber wieder. Bei dieser Weltmeisterschaft wurde erstmals ein Pool-System eingeführt, in dem die beiden Poolsieger um den Weltmeistertitel kämpften. Hideaki Tomiyama verlor in seinem Pool ganz überraschend gegen den Bulgaren Stefan Iwanow und wurde deshalb in seinem Pool nur Zweiter. Er hatte deshalb nicht mehr die Möglichkeit, gegen den anderen Poolsieger Sergei Beloglasow um den WM-Titel kämpfen zu können. Er erkämpfte sich aber mit einem Sieg über den anderen Pool-Zweiten Seip Hosseine aus dem Iran wenigstens die Bronzemedaille.
Im Jahr 1982 wurde Hideaki Tomiyama in Neu-Delhi zum zweiten Mal Sieger bei den Asienspielen. Er siegte dort vor Askari Mohammadian aus dem Iran und Ashok Kumar aus Indien. Bei der Weltmeisterschaft dieses Jahres in Edmonton wurde er Poolsieger und kämpfte gegen Anatoli Beloglasow, den Zwillingsbruder von Sergei Beloglasow, um den WM-Titel. Er unterlag in diesem Kampf nach Punkten und musste sich mit dem Vizeweltmeistertitel begnügen.
Auch bei der Weltmeisterschaft 1983 in Kiew stand Hideaki Tomiyama erneut im Finale. Diesmal wieder gegen Sergei Beloglasow. In einem harten Gefecht unterlag er nach Punkten und wurde erneut Vizeweltmeister.
Bei den Olympischen Spielen 1984 in Los Angeles hatte er dann keine ernsthafte Konkurrenz um den Olympiasieg, weil die starken Ringer aus den Ostblockstaaten wegen des "Revanche-Olympiaboykotts" in Los Angeles fehlten. Er gewann deshalb mit fünf Siegen überlegen die Goldmedaille vor Barry Davis aus den Vereinigten Staaten.
Nach diesen Olympischen Spielen trat Hideakit Tomiyama als aktiver Ringer zurück. Er wurde zunächst Trainer für Ringen an der Nihon-Universität. Später wurde er an dieser Universität Cheftrainer und erhielt den Professorentitel. Daneben betreute er viele Jahre lang die japanische Ringer-Nationalmannschaft im freien Stil. Von 2000 bis 2007 war er technischer Direktor im japanischen Ringerverband. Für seine Verdienste um den Ringersport wurde er im August 2008 in die FILA International Wrestling Hall of Fame aufgenommen.

## Internationale Erfolge
(OS = Olympische Spiele, WM = Weltmeisterschaften, F = freier Stil, Ba = Bantamgewicht, bis 57 kg Körpergewicht)
- 1978, 1. Platz, Asienspiele in Bangkok, F, Ba, vor Mohammad Azeem, Pakistan, Kim Eui-Kon, Südkorea, Kmalabdoo, Irak und Ri Ho-Oyong, Nordkorea
- 1978, 1. Platz, WM in Mexiko-Stadt, F, Ba, mit Siegen über Joszef Konczak, Polen, Hassan Zare, Iran, Randy Lewis, USA, Busai Ibragimow, UdSSR, Dugarsürengiin Ojuunbold, Mongolei und Iwan Sotschew, Bulgarien
- 1978, 1. Platz, Welt-Cup in Toledo (Ohio), F, Ba, vor Gurgen Baghdassarjan, UdSSR, Jack Reinwand, USA und Luis Ocana, Kuba
- 1979, 1. Platz, WM in San Diego, F, Ba, mit Siegen über Kim Eui-Kon, Risto Darkow, Jugoslawien, Marian Skubacz, Polen, Aurel Neagu, Rumänien, Imre Szalontai, Ungarn, Joe Corso, USA und Sergei Beloglasow, UdSSR
- 1981, 2. Platz, Universiade in Bukarest, F, Ba, hinter Anatoli Beloglasow, UdSSR und vor Aurel Neagu, David Cooke, USA und Georgi Kaltschew, Bulgarien
- 1981, 3. Platz, WM in Skopje, F, Ba, mit Siegen über Sandor Nemeth, Ungarn, Sean Berry, Kanada, Brian Aspen, Großbritannien und Hans Partsch, BRD, einer Niederlage gegen Stefan Iwanow, Bulgarien, sowie einem Sieg gegen Seip Hosseini, Iran
- 1981, 1. Platz, "World-Super-Championships" in Nagoya, F, Ba, vor John Azevedo, USA und Hideyuki Gassa, Japan
- 1982, 1. Platz, Asienspiele in Neu-Delhi, F, Ba, vor Askari Mohammadian, Iran und Ashok Kumar, Indien
- 1982, 2. Platz, WM in Edmonton, F, Ba, hinter Anatoli Beloglasow und vor Stefan Iwanow, John Azevedo, Aurel Neagu und Jon Yoo-Lee, Südkorea;
- 1983, 2. Platz, WM in Kiew, F, Ba, hinter Sergei Beloglasow und vor Stefan Iwanow, Rafael Torres, Kuba, Bernd Bobrich, DDR und Andrei Jerndrjas, Polen
- 1984, Goldmedaille, OS in Los Angeles, F, Ba, mit Siegen über Akgun, Türkei, Brian Aspen, Orlando Caceras, Puerto Rico, Tohtas Singh, Indien und Barry Davis, USA